# Вакцинація проти COVID-19 на Фіджі
Вакцинація проти COVID-19 на Фіджі — це кампанія масової імунізації населення Фіджі проти COVID-19 під час пандемії коронавірусної хвороби. Вакцинальна кампанія в країні розпочалась у першому кварталі 2021 року і тривала більше року для забезпечення вакцинації всього відповідного населення Фіджі. Уряд зобов'язав усіх повнолітніх вакцинуватися проти COVID-19. Фіджі отримали вакцину через програму COVAX і передачу вакцини від США, Австралії, Нової Зеландії, Індії та Японії. На середину 2023 року на Фіджі було введено більше мільйона доз вакцини.

## Історія

### 2020 рік
На початку червня 2020 року уряд Австралії забезпечив доступ Фіджі до вакцини проти COVID-19 через GAVI за доступною ціною. Австралія також інвестувала 500 мільйонів доларів США на наступні 3 роки, щоб гарантувати, що країни Тихоокеанського регіону, включаючи Фіджі, зможуть досягти повного охоплення імунізацією. Генеральний прокурор Фіджі Аяз Саєд Хаюм сказав, що уряд співпрацює з міжнародними агентствами, щоб гарантувати, що вакцини проти COVID-19 не комерціалізуються.

### Січень–березень 2021 року
У січні 2021 року Австралія та Фіджі обговорили варіанти доставки вакцини з австралійським урядом, вказавши, що якщо 80 % населення Фіджі буде вакциновано, шанси на відновлення поїздок між двома країнами будуть високими. Міністерство охорони здоров'я та медичних послуг Фіджі навчало свій персонал вакцинації проти COVID-19, оскільки країна працювала над реєстрацією всіх отримувачів вакцини, запланованих на перший етап вакцинації. Очікувалося, що вакцинація почнеться в першому кварталі 2021 року, та проходитиме протягом року.
У лютому 2021 року Фіджі схвалили використання вакцини AstraZeneca, а ініціатива COVAX зобов'залася надати понад 100 тисяч доз вакцини.
На початку березня 2021 року Фіджі стали першою тихоокеанською країною, яка отримала партію вакцин від ініціативи COVAX. Фіджі отримала 12 тисяч доз вакцини AstraZeneca, причому перші 6 тисяч були призначені для працівників, які беруть безпосередню участь у боротьбі з поширенням хвороби, і закладів першої необхідності. 7 березня Фіджі отримала першу партію вакцини AstraZeneca. 19 квітня 2021 року Фіджі отримала другу партію вакцини AstraZeneca.

### Липень 2021 року
Станом на 5 липня 54 % цільової популяції в 650 тисяч осіб отримали одну дозу вакцини AstraZeneca, а 9 % цільового населення були повністю вакциновані. 6 липня 2021 року міська рада Суви разом із міністерством охорони здоров'я запустили першу в історії мобільну вакцинацію в Альберт-Парку. 8 липня 2021 року прем'єр-міністр Франк Баїнімарама у відеозверненні оголосив, що вакцинація проти COVID-19 буде обов'язковою для всіх фіджійців, які мають на це право, додавши, що «Фіджі присягнули, що хто не щепився, не буде працювати». Фіджі також схвалили використання вакцини Moderna проти COVID-19 за програмою COVAX за підтримки США для осіб віком від 18 років, а також вагітних жінок.
27 липня 2021 року зовнішні острови Ротума, Ясава та Лакеба отримали свої вакцини проти COVID-19, що дозволило розпочати на них вакцинацію. Станом на 3 серпня 82,6 % цільової популяції (484629 осіб) отримали першу дозу вакцини, а 24,6 % (144194 особи) отримали другу дозу вакцини.

### Серпень 2021 року
22 серпня 2021 року прем'єр-міністр Франк Баїнімарама у відеозверненні до нації оголосив, що буде запущено лотерею вакцин, щоб заохотити громадськість до щеплення. Одночасно 40 % цільової групи населення були повністю вакциновані, що спонукало уряд перенести комендантську годину на годину назад із новою комендантською годиною, починаючи з 7:00 вечора до 4:00 ранку 4 вересня, комендантську годину було оновлено з новим часом, починаючи з 8:00 вечора до 4:00 ранку, оскільки більше 50 % цільового населення було повністю вакциновано.

### Вересень 2021 року
На початку вересня «The Guardian» повідомила, що органи охорони здоров'я Фіджі відправляють бригади лікарів, медсестер, медичних працівників і державних службовців на конях, щоб доставити вакцини до ізольованих громад у високогір'ї Фіджі.
10 вересня 2021 року міністерство охорони здоров'я Фіджі підтвердило, що планує вакцинувати дітей віком до 18 років. Постійний заступник міністра охорони здоров'я доктор Джеймс Фонг заявив, що уряд розпочне вакцинацію молодих людей віком від 16 до 18 років. Запланована вакцинація дітей передбачала суворе дотримання правил, щоб забезпечити отримання згоди батьків або опікунів та онлайн-реєстрацію на вакцинацію. Вакцина Pfizer–BioNTech проти COVID-19 була пріоритетною для цієї кампанії.
13 вересня 2021 року прем'єр-міністр Фіджі Франк Баїнімарама висловив стурбованість тим, що 15866 осіб, які проживають у селах уздовж шосе Кінгс і Квінз, не були вакциновані, виходячи з даних, зібраних міністерством у справах захисту культури корінного населення.
20 вересня поліцейські сили Фіджі розірвали контракти з 13 співробітниками (11 поліцейськими та 2 цивільними особами) за відмову зробити щеплення відповідно до політики «без уколу — без роботи».
Станом на 21 вересня на щеплення проти COVID-19 зареєструвалося 5 тисяч студентів. Того самого дня Збройні сили Фіджі прийняли політику «без уколу — без роботи», згідно з якою персонал, який відмовляється отримати вакцину проти COVID-19, отримує повідомлення про звільнення.
22 вересня постійний секретар міністерства охорони здоров'я доктор Фонг підтвердив, що 588599 дорослих (95,2 %) отримали першу дозу вакцини, тоді як 398077 (64,4 %) отримали другу дозу. Наступного дня доктор Фонг оголосив нову цільову групу вакцинації для дорослих віком від 18 років і старших — 618173 особи. Для великих міст і приміських територій також встановлено мету в 63 % вакцинованих.
25 вересня методистська церква Фіджі та генеральний секретар Ротуми преподобний Ілієса Найвалу повідомили, що частково вакциновані церковні служителі не зможуть відвідувати жодні церковні заходи задля запобігання місцевій передачі COVID-19 у країні.
29 вересня міністерство освіти, спадщини та мистецтв закликало вчителів зробити щеплення. До 24 вересня 4669 співробітників міністерства освіти були повністю вакциновані, а ще 8524 отримали першу вакцинацію.
До 30 вересня міністерство охорони здоров'я звільнило 50 співробітників, які відмовилися від вакцинації, включаючи медсестер, лікарів, санітарних інспекторів та інших працівників. Того ж дня постійний заступник міністра охорони здоров'я Фонг дозволив нещепленим людям відвідувати релігійні зібрання просто неба. Дітям також дозволяється відвідувати місця, де збираються повністю вакциновані дорослі.

### Жовтень 2021 року
Станом на 2 жовтня 17996 підлітків у віці від 15 до 17 років отримали першу дозу вакцини Moderna.
Станом на 3 жовтня 593442 дорослих фіджійців отримали свою першу дозу вакцини, а 462441 — другу дозу. До цієї дати 96 % дорослих отримали принаймні одну дозу, а 74,8 % дорослих були повністю вакциновані по всій країні.
Станом на 4 жовтня другу дозу отримали 74,8 % відповідного населення. Після того, як 80 % населення буде вакциновано, уряд Фіджі мав намір послабити комендантську годину та обмеження для бізнесу.
6 жовтня міністерство торгівлі країни підтвердило, що впроваджує інструмент обов'язкової перевірки вакцинації для підприємств із високим ризиком для перевірки статусу вакцинації людей на додаток до інших заходів безпеки від COVID-19.
Станом на 7 жовтня по всій країні 96,1 % дорослих отримали принаймні одну дозу вакцини, тоді як 77,4 % були повністю вакциновані.
Станом на 8 жовтня 78,3 % дорослих фіджійців (484195 осіб) були повністю вакциновані, тоді як 96,2 % дорослих (594542 особи) отримали одну дозу.
9 жовтня міністерство економіки повідомило, що лише особи, які отримали обидві дози вакцини проти COVID-19 до 31 жовтня, можуть претендувати на допомогу з безробіття у розмірі 360 доларів США.
19 жовтня міністр охорони здоров'я Іфереїмі Вакаїнабете підтвердив, що міністерство охорони здоров'я активізувало зусилля з вакцинації на зовнішніх островах, зокрема на островах Лау, групі островів Кадаву, островах Ломаївіті, островах Маманука та островах Ясава.
28 жовтня рівень повної вакцинації на Фіджі досяг 86,5 %. Уряд прагнув досягти рівня повністю вакцинованих у 90 % до 11 листопада 2021 року.

### Листопад-грудень 2021 року
2 листопада міністерство охорони здоров'я підтвердило, що з 15 листопада розпочне введення вакцини Pfizer проти COVID-19 дітям віком від 12 до 15 років. Того ж дня телерадіомовна корпорація Фіджі досягла 100-відсоткової мети вакцинації свого персоналу.
До 13 листопада 89,5 % (553096 осіб) відповідного населення Фіджі були вакциновані, тоді як 96,9 % (599189 осіб) відповідного населення отримали принаймні одну дозу вакцини.
15 листопада уряд Фіджі розпочав кампанію щеплення вакциною Pfizer дітей віком від 12 до 14 років. 17 листопада постійний секретар міністерства охорони здоров'я доктор Фонг підтвердив відсутність найближчих планів щодо вакцинації дітей у морських регіонах вакциною Pfizer, оскільки запаси вакцини мають зберігатися при ультранизьких температурах до -90 °C.
До 19 листопада 90 % (556322 осіб) відповідного населення Фіджі були повністю вакциновані. Крім того, 97,1 % населення отримали першу дозу. Унаслідок цього нічну комендантську годину в країні перенесли на одну годину з 23:00 до 0:00.
Станом на 22 листопада 99,4 % вчителів були повністю вакциновані. Міністерство освіти також підтвердило, що минулого місяця звільнило 130 вчителів за відмову вакцинуватися.
Станом на 27 листопада 90,6 % відповідного населення були повністю вакциновані. Першу дозу отримали 97,3 % (601212 осіб) населення.
З 30 листопада уряд Фіджі почав проведення вакцинації бустерною дозою вакциною Moderna працівників екстрених служб і вразливих верств населення.
23 грудня постійний секретар міністерства охорони здоров'я доктор Фонг повідомив, що жителі Фіджі старше 18 років мають право отримати бустерну дозу вакциною Moderna проти COVID-19.

### Січень 2022 року
4 січня міністерство охорони здоров'я Фіджі підтвердило, що кампанія з бустерної вакцинації проти COVID-19 триватиме, доки не будуть вичерпані всі запаси. У міністерстві також підтвердили, що до кінця місяця в країну планують надійти додаткові бустерні дози вакцини.
13 січня міністерство охорони здоров'я повідомило про нестачу бустерних доз. Доктор Фонг підтвердив, що в січні 142240 осіб мали право на повторне щеплення, але в країні було лише 100 тисяч доз вакцини Moderna проти COVID-19.
14 січня доктор Фонг пояснив низький рівень госпіталізації високим рівнем вакцинації на Фіджі. Станом на цю дату в лікарнях перебувало 205 хворих на COVID-19.

### Лютий 2022 року
1 лютого постійний заступник міністра охорони здоров'я доктор Фонг визнав, що міністерство охорони здоров'я має труднощі із закупівлею достатніх запасів педіатричної версії вакцини Pfizer проти COVID-19. Він пояснив, що агенти купили мільйонні запаси вакцин Pfizer не лише для Фіджі, але й для інших острівних країн з метою сталого розвитку. Станом на 1 лютого 21640 дітей віком від 12 до 14 років отримали першу дозу вакцини, а 10 657 були повністю вакциновані.
2 лютого Фіджі отримали 175 тисяч доз вакцини Pfizer за сприяння Австралії, Нової Зеландії та ЮНІСЕФ. Це була перша партія у вантажі з півмільйона доз Pfizer, який повинен був прибути на Фіджі в 2022 році.
3 лютого міністерство охорони здоров'я підтвердило, що бустерна вакцинація та щеплення для дітей не є обов'язковими, але закликало всіх осіб, які мають право, вакцинуватися або отримати бустерну дозу.
До 22 лютого доктор Фонг підтвердив, що Фіджі вичерпало свої поточні запаси доз вакцини AstraZeneca. Оскільки нові дози AstraZeneca мають надійти через 6 тижнів, міністерство охорони здоров'я продовжить щеплення вакцинами Moderna та Pfizer як первинними дозами для дітей і дорослих, а також бустерними дозами для дорослих.
24 лютого Фіджі отримали другу партію вакцини Pfizer з Австралії з 175 тисяч доз. Ці вакцини будуть використані для підтримки кампанії ревакцинації в країні та для вакцинації дітей віком від 12 років. Того ж дня доктор Фонг повідомив, що уряд Фіджі надасть пріоритет проведенню ревакцинації вакциною Pfizer.

### Березень-квітень 2022
Станом на 17 березня міністерство охорони здоров'я підтвердило, що 112295 осіб отримали ревакцинацію вакцинами Moderna та Pfizer.
Станом на 19 березня міністерство охорони здоров'я підтвердило, що ревакцинацію зробили 113453 особам.
Станом на 22 березня було щеплено 87 % населення віком від 12 років.
31 березня уряд Фіджі прийняв пропозицію Нової Зеландії про постачання 50 тисяч доз дитячої вакцини Pfizer.
Станом на 2 квітня 581666 фіджійців (або 94,1 % населення) були повністю вакциновані.

## Виклики

### Реакція громадськості на обов'язкову вакцинацію
Рішення уряду Фіджі зробити вакцинацію обов'язковою для державних службовців викликало критику за порушення громадянських свобод і зловживання уряду з боку високопоставленого державного службовця Ани, генерального секретаря Конгресу профспілок Фіджі Фелікса Ентоні та юриста Філімоні Восарого. Восарого попередив, що деякі положення конституції Фіджі роблять неконституційним те, що вакцинація є умовою працевлаштування, що потенційно може викликати проблеми з громадянськими свободами. Юридичне товариство Фіджі оприлюднило заяву, що воно стурбоване правовими наслідками політики уряду, додавши, що «здоров'я є важливим, але також важливі законні права людей, які гарантують, що Фіджі залишається вільним і демократичним суспільством». Товариство також підкреслило, що несправедлива дискримінація заборонена конституцією, і додало, що така політика може бути несправедливою за інших обставин. З іншого боку, Рада молодих підприємців підтримала політику уряду, додавши, що важливо, щоб економіка країни, яка залежить від туризму, відновилася та змогла безпечно відновити діяльність.

### Дезінформація та теорії змови
До поліції Фіджі було подано скаргу щодо законності вакцинації від COVID-19. Скаржник, який є асистентом викладача коледжу медицини, медсестринства та медичних наук Фіджійського національного університету, завантажив у соціальну мережу відео, у якому стверджував, що «немає вірусу, окрім того, що міститься у вакцині». Фіджйський національний університет у відповідь вжив негайних і відповідних заходів проти особи, заявивши, що «зміст навчального плану завжди повинен базуватися на доведених фактах», додавши, що університет відкидає будь-яку дезінформацію, необґрунтовані теорії змови та фейкові новини.
Поліція Фіджі також дослідила вірусне відео за участю поліцейських у формі, які стверджували, що вакцини містять мікрочіп, який притягує магніти. Міністерство охорони здоров'я та Медична асоціація Фіджі спростували ці заяви, заявивши, що доза вакцини надто мала, щоб в ній помістився чіп.

### Шахрайство з вакцинами
У листопаді 2021 року агентство FBC News повідомило, що протягом останніх 2 місяців надходили повідомлення про те, що люди використовували підроблені картки вакцинації для доступу до державних послуг. У відповідь на це міністерство охорони здоров'я оголосило, що буде розслідувати дії держслужбовців, причетних до шахрайства з вакцинацією проти COVID-19.

### Втрата вакцини
У середині листопада 2021 року постійний секретар міністерства охорони здоров'я доктор Джеймс Фонг підтвердив, що міністерству охорони здоров'я довелося мати справу з розтратою вакцини під час вакцинації. Це включало випадки, коли лише одна або дві людини зверталися до центрів вакцинації; оскільки один флакон можна використовувати для вакцинації 10 осіб.

## Прогрес вакцинації
Станом на 10 жовтня 2021 року 594872 жителя Фіджі (96,2 % цільового населення з 618173 осіб) отримали першу дозу вакцини AstraZeneca, тоді як 496091 особа була повністю вакцинована (дві дози). Серед дітей віком від 15 до 17 років першу дозу отримали понад 25 тисяч підлітків.
| Номер | Пріоритетна група                                                              | Прогрес   |
| ----- | ------------------------------------------------------------------------------ | --------- |
| 1     | Працівники служб невідкладного реагування                                      | В процесі |
| 2     | Медичні працівники                                                             | В процесі |
| 3     | Військовослужбовці                                                             | В процесі |
| 4     | Поліцейські                                                                    | В процесі |
| 5     | Працівники готельних закладів, особливо ті, що працюють у карантинних закладах | В процесі |
| 6     | Працівники індустрії туризму                                                   | В процесі |
| 7     | Літнє населення                                                                | В процесі |
| 8     | Населення з хронічними захворюваннями                                          | В процесі |
| 9     | Загальне населення                                                             | В процесі |

| Округи      | Введено перших до | Введено других доз | Процент тих, хто отримав першу дозу | Процент тих, хто отримав другу дозу |
| ----------- | ----------------- | ------------------ | ----------------------------------- | ----------------------------------- |
| Центральний | 259,755           | 191,790            | 92.2 %                              | 68.1 %                              |
| Західний    | 219,108           | 157,802            | 96.8 %                              | 69.7 %                              |
| Північний   | 78,045            | 50,226             | 89.4 %                              | 57.6 %                              |
| Східний     | 19,849            | 7,861              | 89.4 %                              | 57.6 %                              |
| Фіджі       | 576,757           | 407,679            | 93,3%                               | 65,9%                               |

## Побічні явища
Міністерство охорони здоров'я країни зафіксувало 56 подій, пов'язаних із побічними наслідками після імунізації. З числа подій 5 випадків були визнані тяжкими. Однак згідно з розслідуванням постійний заступник міністра охорони здоров'я Джеймс Фонг оголосив, що випадки не були пов'язані з вакцинацією.

## Громадська думка
На початку вересня 2021 року неурядова організація «Dialogue Fiji» оприлюднила результати опитування громадської думки щодо вакцинації проти COVID-19, яке вона провела з 25 червня по 10 липня того року. Опитування показало, що 53,9 % із 1067 респондентів вважають вакцину «дуже безпечною», тоді як 19,4 % повідомили, що вакцини «мало безпечні» та «зовсім не безпечні». У групі тих, хто вагається щодо вакцинації, 50 % вказали на страх побічних ефектів; 36 % вважають, що вакцини небезпечні; 17 % вважають, що вакцини мають металеві чіпи, підключені до 5G або магнітні; 10 % вказали релігійні причини.
Серед етнічних груп опитування «Dialogue Fiji» показало, що 84,1 % індо-фіджійців, 69,4 % ротуманців і 52 % корінних фіджійців були готові зробити щеплення. Опитування також виявило, що мусульмани (88,65 %) та індуси (83,4 %) були більш сприйнятливі до вакцинації, ніж християни (59,25 %), які найчастіше «вагалися щодо вакцинації» (14,8 %). Дослідження показало, що християнські релігійні лідери та впливові особи поширювали теорії змови про те, що вакцини проти COVID-19 є «знаком звіра» та демонічними зіллями на основних платформах соціальних мереж, включаючи Facebook, TikTok, Instagram і YouTube.